# Château de Dumbarton
Pour les articles homonymes, voir Dumbarton.
Le château de Dumbarton (en anglais Dumbarton Castle, en gaélique écossais Dùn Breatainn), « la forteresse des Bretons » possède la plus longue histoire attestée de tous les forts de Grande-Bretagne. Perché sur un culot volcanique en basalte, connu sous le nom de Dumbarton Rock, haut de 73 m, il surplombe la ville écossaise de Dumbarton.

## Histoire
Selon le musée local, le Dumbarton Rock est un bouchon volcanique en basalte créé il y a 334 millions d'années, l'extérieur du volcan ayant disparu.

### Âge du fer et antiquité

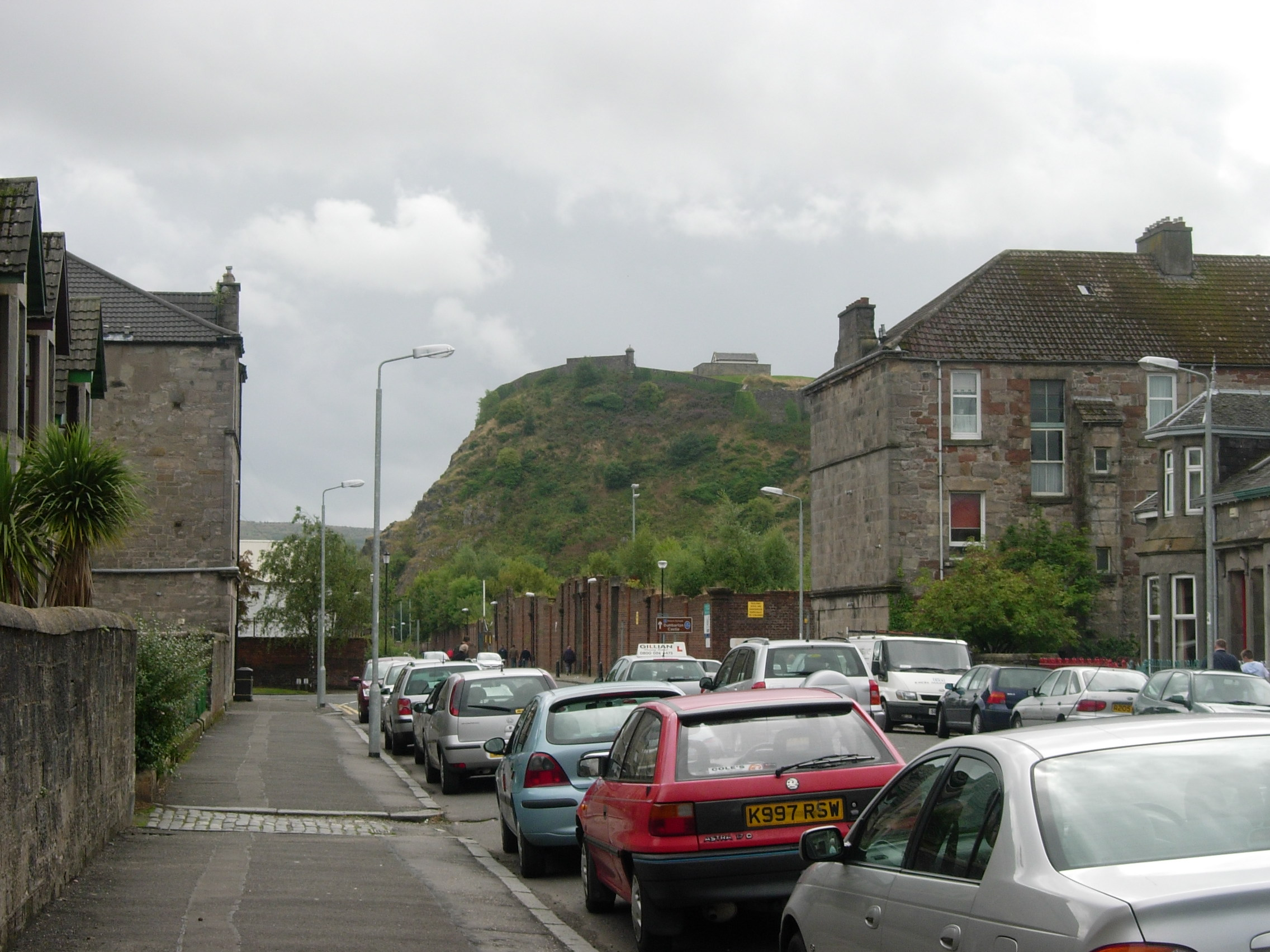
Le Rock s'impose sur la ligne d'horizon du sud de Dumbarton.

Depuis l'âge du fer, et probablement avant, le Dumbarton Rock fut un emplacement stratégiquement important.
Le territoire autour de Dumbarton est, à cette époque, vraisemblablement contrôlé par le peuple des Damnonii. On sait que les résidents du lieu commercèrent avec les Romains. Cependant, la première mention d'un établissement sur les lieux serait une lettre de Saint Patrick au roi Ceretic d'Alt Clut (ou Clyde Rock, nom breton de Dumbarton), à la fin du Ve siècle.

### Haut Moyen Âge
Du Ve au IXe siècle, il fut le centre du royaume breton indépendant  de Strathclyde. Vers l'année 570, le roi des Bretons de Dumbarton était Rhydderch Hael, qui figure dans les légendes norvégiennes[Lesquelles ?]. On raconte que, durant son règne, Merlin séjourna à Alt Clut. La première prise de Dumbarton Rock eut lieu en 756. Une armée, associant des forces pictes et northumbriennes capturèrent Alcluith après son siège. Ils reperdirent cette place quelques jours plus tard.
En 870, à la fois forteresse et capitale sous le nom d'Alt Clut, Dumbarton Rock était devenu l'habitat d'un peuplement breton dense. Les Vikings firent le siège de Dumbarton pendant quatre mois, parvenant finalement à la victoire, en coupant l'alimentation en eau des habitants. En 871, le roi norvégien Olaf rentra à la cité viking de Dublin avec deux cents navires remplis d'esclaves et de butin. Olaf parvint à un accord avec Constantin Ier d'Écosse, roi des Scots, et Artghal de Strathclyde.
L'indépendance de Strathclyde est probablement perdue avec la mort de Owen le Chauve, quand la dynastie de Kenneth Ier d'Écosse commença à dominer la région.

### Moyen Âge

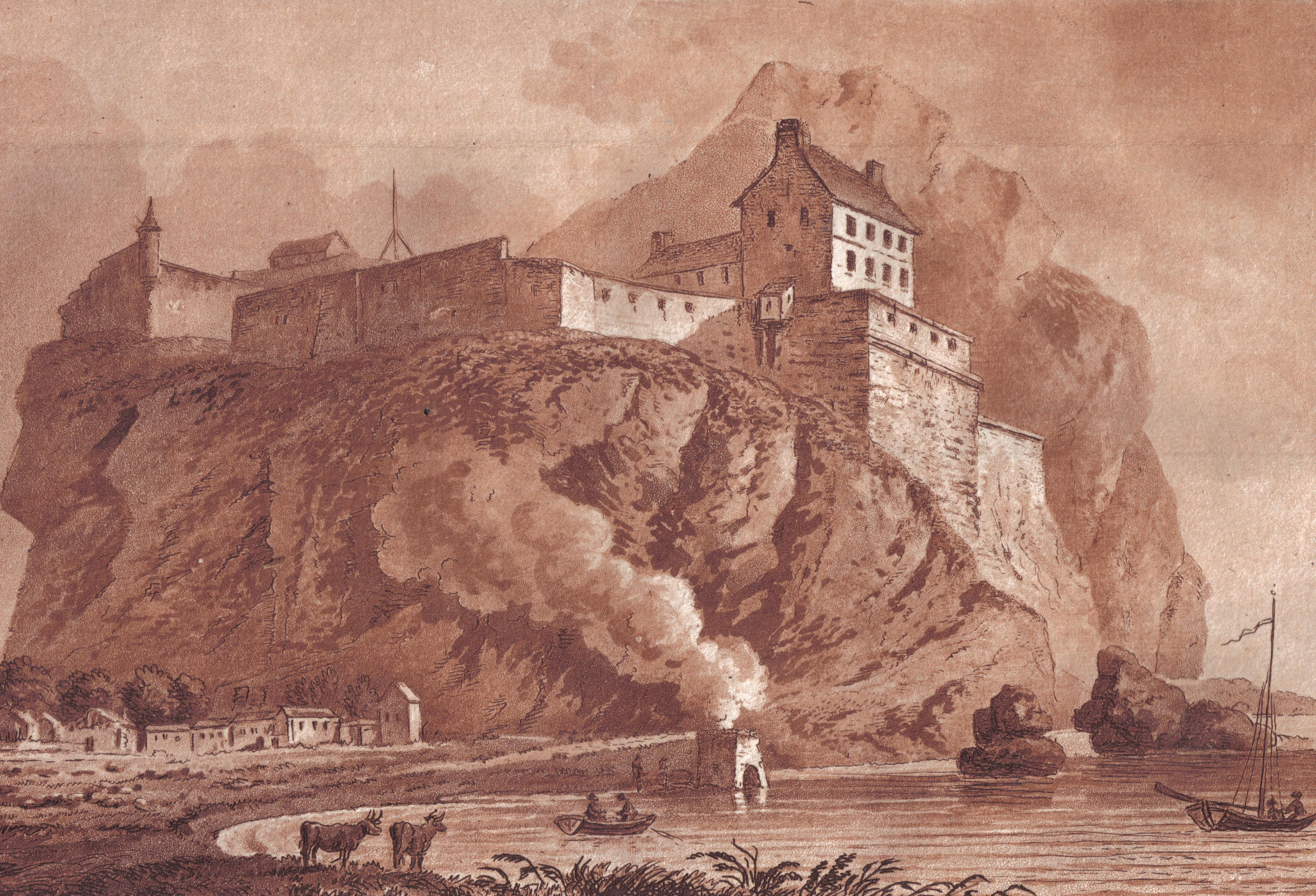
Dumbarton castle en 1800.

Dans l'Écosse médiévale, Dumbarton (de Dùn Breatainn, 'la forteresse des Bretons'), important château royal, abrita David II d'Écosse, le fils de Robert Ier, et sa jeune femme, la reine Jeanne, après la défaite écossaise à la Bataille de Halidon Hill près de Berwick-upon-Tweed en 1333. Patrick Hepburn, 1er comte de Bothwell, était capitaine de Dumbarton Castle le 1er avril 1495. En 1548, après la tout aussi désastreuse Bataille de Pinkie Cleugh, à l'est d'Édimbourg, le château protégea pendant plusieurs mois Marie Ire d'Écosse, âgée de quatre ans, avant son transfert en sécurité vers la France.
L'importance du château déclina après la mort de Cromwell en 1658. Mais, à cause des menaces suscitées par les Jacobites et les Français au XVIIIe siècle, de nouveaux bâtiments et de nouveaux systèmes de défense furent bâtis, et le château accueillit des garnisons jusqu'à la Seconde Guerre mondiale.

## Le château aujourd'hui
Aujourd'hui, toute trace visible du haut Moyen Âge sur Alt Clut, littéralement Roc de la Clyde, en gaélique écossais Alt Chluaid, ses bâtiments et ses défenses, a disparu, et très peu a survécu du château médiéval. Aujourd'hui, les structures les plus intéressantes sont les fortifications des XVIIe et XVIIIe siècles, qui illustrent la tâche difficile des ingénieurs militaires pour adapter un site malaisé aux exigences des défenses de l'époque. Les vues splendides depuis les deux sommets de « White Tower Crag » et de « The Beak » rappellent pourquoi cet affleurement rocheux avait été choisi comme « forteresse des Bretons » depuis de nombreux siècles.
Depuis 2000, au pied du rocher du château a été construit le nouveau stade de football de la ville, le Dumbarton Football Stadium.